# Endecatomus reticulatus
Endecatomus reticulatus – gatunek chrząszcza z rodziny Endecatomidae.

## Taksonomia
Gatunek opisany został w 1793 roku przez Johanna Friedricha Wilhelma Herbsta, jako Anobium reticulatum.

## Biologia i ekologia
Chrząszcz ten jest reliktem lasów pierwotnych. Aktywność zaczyna w późnych godzinach wieczornych. Zamieszkuje przegrzybiałe drzewa liściaste, gdzie żywi się owocnikami grzybów. Notowany dotąd z białoporka brzozowego i włóknouszka promienistego.

## Rozprzestrzenienie
W Europie jest jedynym przedstawicielem rodziny i wykazany został z rozproszonych stanowisk w Austrii, Belgii, Czechach, Estonii, Francji, Holandii, Niemiec, Polsce, Rumunii, Rosji, Słowacji, Słowenii, Szwajcarii, Węgrzech i Włoszech. Ponadto znany z Syberii, rosyjskiego Dalekiego Wschodu i Stanów Zjednoczonych.
W Polsce bardzo rzadki, notowany tylko z okolic Tarnowa.